# Pfeffer (Brenz)
Der Pfeffer ist ein linker und nordnordöstlicher Zufluss der Brenz in Königsbronn in Baden-Württemberg.

## Geographie

### Pfefferquelle

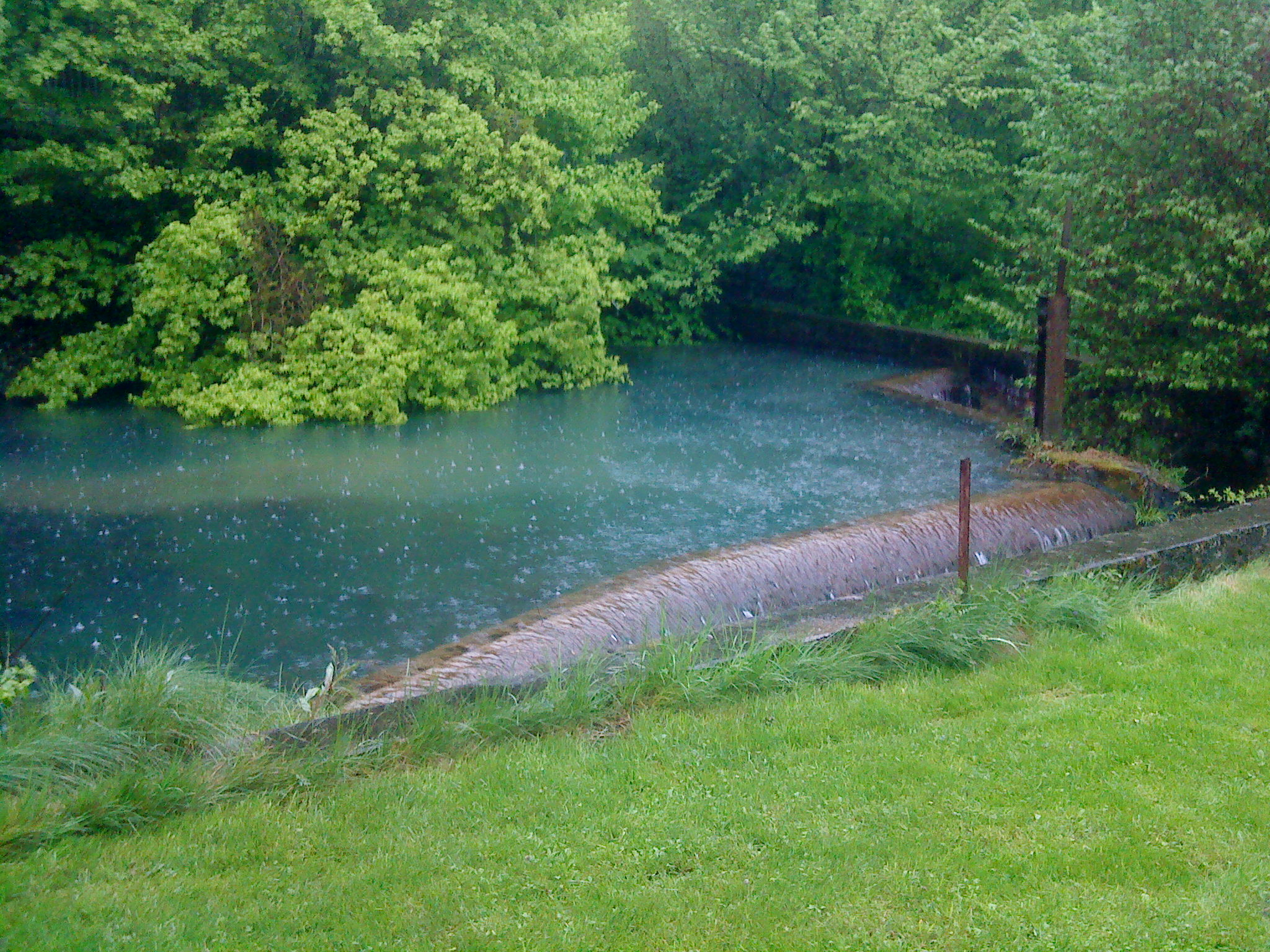
Die Pfefferquelle in Königsbronn

Die Pfefferquelle liegt in Königsbronn hinter dem Gießereiwerk, einem der ältesten Industriebetriebe Deutschlands, in der Frauentalstraße am Karstquellenweg. Sie ist eine typische Karstquelle mit Quelltopf und schüttet mindestens 13, durchschnittlich 110 und höchstens 700 Liter pro Sekunde. Ihr natürlicher Überlauf ist die Leerausquelle. Das Einzugsgebiet der Pfefferquelle umfasst die Markung Ochsenberg, Niesitz, Nietheim und Ebnat (Stadtteil von Aalen), die alle auf dem Härtsfeld liegen. Die unterirdischen Kluftleiter, die den Pfeffer speisen, entwässern die oberflächlich abflusslose „Ebnater Karstwanne“. Die Pfefferquelle wurde vor Jahrhunderten mit einem Stauwehr zur Nutzung der Wasserkraft versehen.

### Verlauf
Der Pfeffer verläuft in südliche Richtung, unterquert die Bundesstraße 19 sowie die Brenzbahn und mündet nach ca. 450 Metern Fließstrecke am Kloster Königsbronn in die Brenz.